# Kora kréta
A kora kréta vagy kőzetrétegtani nevén alsó kréta a kréta földtörténeti időszak két korszaka közül a korábbi. A kora kréta kb. 145,0 millió évvel ezelőtt (mya) kezdődött és 100,5 mya zárult, a késő kréta kezdetével.

## Tagolása
A kora kréta a következő korszakokra tagolható tovább.
| Albai korszak     | 113,0 - 100,5 Ma |
| Apti korszak      | 121,0 - 113,0 Ma |
| Barremi korszak   | 129,4 - 121,0 Ma |
| Hauterivi korszak | 132,6 - 129,4 Ma |
| Valangini korszak | 139,8 - 132,6 Ma |
| Berriasi korszak  | 145,0 - 139,8 Ma |

Korábban a barremi-apti korszakok határát 126 és 117 millió év közötti időre tették. Svalbard melletti tengeri fúrások során azonban sikerült behatárolni egy, az apti korszak elején lezajlott anoxikus eseményt, mely kb. 121 millió évvel ezelőtt történhetett. Lehetséges, hogy van összefüggés az anoxikus esemény és a kora kréta idején zajlott nagyléptékű magmás kőzetkeletkezés közt.

## Földrajza
A Csendes-óceán déli részén kb. 120 millió évvel ezelőtt keletkezett az Ontong Java-, a Manihiki-, és a Hikurangi-plató, ami a Föld történetének eddigi legnagyobb ismert magmás kőzetlerakódása. Az Ontong Java-plató egyedül majdnem 2 millió négyzetkilométeres kierjedésű.  Ezek képződését követően az Indiai-óceán területén újabb magmás kőzetképződés indult, a Kerguelen-plató, ami majdnem 3 millió négyzetkilométeres egységet alkot a Broken Ridge képződménnyel. Kb. 131-117 millió évvel ezelőtt a mai kínai Liaotung-félsziget területén játszódott le ugyanez, ami nagyjából 10 millió évig tartott, és amit a Kula-lemez és a Csendes-óceáni lemez összeütközése alakíthatott ki. Hasonló folyamat játszódott le az Atlanti-óceán déli részének kinyílásakor.
Az Atlanti-óceán további kinyílásával észak felé terjeszkedett a Közép-atlanti hátság, ily módon elvált egymástól az Ibériai-félsziget és Új-Fundland. A Labrador-tenger létrejöttével Grönland önálló tektonikai lemezre került, Laurentia pedig Észak-Amerikává alakult. A kezdetleges Karib-tenger ekkor kezdett el kialakulni, Afrikát pedig a magmás kőzetképződés három részre darabolta. 132 millió évvel ezelőtt levált róla a Falkland-plató,, Madagaszkár pedig megszűnt önállóan mozogni. A Panthalassza óceánban a Csendes-óceáni lemez tovább nőtt, a kéregmozgások pedig kialakították a Bering-szorost. India, Antarktisz és Ausztrália is ekkoriban váltak el egymástól.
110 millió évvel ezelőtt a Közép-atlanti hátság kettéválasztotta Dél-Amerikát és Afrikát, észak felé haladva pedig fokozatosan kezdte kialakítani az Atlanti-óceánt. India ekkoriban kezdte meg észak felé tartó mozgását.

## Evolúció
Számos új dinoszaurusz-nemzetség jelent meg ekkoriban (Ceratopsia, Spinosauridae, Carcharodontosauridae, Coelurosaur), a késő jura túlélői pedig még mindig jelen voltak. Ekkor jelentek meg az első virágos növények. Első ismert képviselőjük, az Archaefructus leleteit 125 millió évvel ezelőttről találták meg Kínában. Ugyancsak ekkor jelentek meg a modern madarak. Szintén 125 millió évvel ezelőttről származik az egyik első ismert Metatheria emlős, a Sinodelphys lelete. Ez az állat közelebbi rokona volt az erszényeseknek, mint a méhlepényeseknek, végtagjai pedig a fákon történő közlekedéshez adaptálódtak. 105 millió évvel ezelőttről származik a Steropodon, az első ismert tojásrakó emlős lelete.